# Справа Польської військової організації (1933—1935)
Справа Польської військової організації — сфабрикована ДПУ/НКВС УСРР «справа» проти активістів польської національної роботи в УСРР, спричинена відмовою більшовицького керівництва СРСР від раніше проголошеної політики «коренізації» й, зокрема, крахом сподівань на революціонізуючий вплив «польського радянського експерименту» на населення 2-ї Речі Посполитої.
У тоталітарній комуністичній державі зовнішня і внутрішня політики були незалежними одна від одної. Тимчасова «відлига» у взаєминах із 2-ю Річчюпосполитою 1933 відбувалася синхронно із запровадженням жорсткішого курсу щодо польського етносу всередині СРСР. Пояснювалося це політичними міркуваннями: більшовицький режим, формально не відкидаючи пропагандистських гасел 1920-х рр. із закликами до «світової революції», фактично вже відійшов від учорашнього, значною мірою декларативного, інтернаціоналізму з тим, аби перейти на прагматичні рейки побудови казарменого соціалізму «в одній країні». На авансцену політичного життя стрімко вийшов ледь підфарбований інтернаціоналістською риторикою імперський, великодержавницький російський шовінізм із його тяжінням до уніфікації/русифікації життя держави. Як наслідок, була оголошена «націоналістичним збоченням» учорашня політика «коренізації» взагалі й «українізації» зокрема. Одночасно оманлива більшовицька тактика щодо поєднання «національної форми» із «соціалістичним змістом» дедалі виразніше підмінялася довгостроковою стратегією сполучення російського/російськомовного за формою з імперським змістом.

## Згортання політики «коренізації»
14 грудня 1932 з'явилася знакова постанова ЦК ВКП(б) і РНК СРСР «Про хлібозаготівлі на Україні, Північному Кавказі та в Західній області». Та не про самі лише хлібозаготівлі йшлося в ній. Документ наголошував, що «замість правильного більшовицького проведення національної політики, у ряді районів України українізація проводилася механічно, без урахування конкретних особливостей кожного району, без старанного підбору більшовицьких українських кадрів, що полегшило буржуазно-націоналістичним елементам […] створення свого легального прикриття, своїх контрреволюційних осередків й організацій». ЦК КП(б)У і Раднаркому УСРР «пропонувалося» «звернути увагу на правильне проведення українізації».
Згадка в цій ухвалі про «легальне прикриття контрреволюційних осередків й організацій» дала зручне універсальне знаряддя радянській таємній поліції, яким вона послуговувалася в найближчі роки при фабрикації численних «справ» українських, польських, німецьких, чеських та інших «контрреволюційних організацій», котрі «прикриття» використовували, мовляв, будь-що — від дитячих садочків до апарату ЦК КП(б)У. Прикметна, наприклад, характеристика польських установ Києва з меморандуму Секретно-політичного відділу ДПУ УСРР про розгортання «слідства» у справі «Польської організації військової» («ПОВ») від 7 грудня 1933: «Основными легальными базами, на которые ПОВ в Киеве опиралась в своей работе по формированию новых кадров, были институты Польской пролетарской культуры и Педагогический. Они служили ширмой для ведения контрреволюционной работы в легальных условиях». Таке формулювання було смертним вироком для цих інституцій, котрі до своєї формальної ліквідації восени 1935 упродовж цих двох років лише агонізували, перманентно знекровлювані репресіями.
У цьому ж 1933 відбулися кардинальні зміни й у долі польс. населення України. У доповідній записці Культпропу ЦК КП(б)У «Про роботу серед польських трудящих мас УСРР» (8 вересня 1933) зазначалося: «Занепад роботи серед польських трудящих, брак більшовицької пильності за умов загостреної класової боротьби й зростання активності куркульських, клерикальних, націоналістичних елементів, агентів польського фашизму, посилювали вплив буржуазно-націоналістичних елементів на польських трудящих». За стандартними фразами про «класово-ворожі» й «шкідницькі» елементи виразно вимальовувалися реальні труднощі комуніст. адміністрації в реалізації її суперечливої національно-культ. політики щодо польського (й не лише польського) населення УСРР.

## «Посилення роботи серед польських трудящих»
Розглянувши 13 жовтня 1933 стан справ з «роботою серед польських трудящих мас УСРР», оргбюро ЦК КП(б)У визнало його незадовільним, ухваливши в місячний термін «розробити та подати на затвердження Політбюро ЦК конкретні заходи для забезпечення рішучого перелому та посилення роботи серед польських трудящих України». Відділам ЦК КП(б)У доручалося «зміцнити склад польських робітників, які працюють на ланках культурного фронту (клубних робітників, вчителів та ін.)» та «на керівних посадах в колгоспах, сільрадах, райвиконкомах». Отже, обирався курс на кадрове перетрушування польських працівників. Назовні це подавалося як піклування про «зміцнення проводу національно-культурним будівництвом серед польських трудящих України», необхідність викриття окремих «контрреволюційних» та «антирадянських» елементів.
Відтак, відповідаючи на замовлення кремлівського керівництва й на тлі драматичних подій Голодомору 1932—1933 років в УСРР, ДПУ/НКВС УСРР сфабрикувало справу т. зв. Польської організації військової, запозичивши назву в реальної організації часів Першої світової війни, що припинила свою діяльність 1921—22 (див. Польська військова організація). Тоді, на початку 1920-х рр., ВУЧК/Державне політичне управління УСРР жорстоко поборювало реальну «ПОВ», захопивши (і переважно стративши згодом) на Волині більше 100, а в самому лише Києві понад 200 «пеовяків».
Отже, мозаїчна картина «митців» з НКВС УСРР мала окремі реальні фрагменти. Решта ж — створення і діяльність «ПОВ» після польсько-радянської війни 1920 на терені СРСР, насамперед в УСРР, мета й плани т. зв. пеовяків — було вигадкою. Але для польського населення УСРР ця «віртуальна реальність» обернулася жахливою дійсністю. Обвинувачення в приналежності до «Польської організації військової» відтоді й до кінця 1930-х рр. стали зручною матрицею, якою залюбки послугувалася сталінська таємна поліція в репресіях проти польської людності СРСР та УСРР.
Схема «підривної діяльності» «ПОВ», за «оперативно-чекістською» версією, була приблизно такою. Для обґрунтування непорушності тогочасних кордонів Польщі, доведення історичних прав на українські землі (ішлося про кордони Польщі 1772) та створення потужної людської бази, спроможної взяти збройну участь під час майбутньої війни проти СРСР і діяти в тилу РСЧА, «ПОВ» нібито розгорнула через свої осередки активну роботу щодо полонізації українського населення, штучного завищення кількості поляків в УСРР, необґрунтованого створення польської адміністративної і культурно-освітньої інституцій, керівництво якими захоплювали члени «ПОВ». Стверджувалося, що найвизначніші «пеовяки» інфільтрувалися «зі шкідницькою метою» до компартії, захоплюючи вирішальні ділянки «польської партійної й радянської роботи».
Таким був стислий зміст «орієнтування» по «контрреволюційній польській роботі», що в 1930-х рр. розсилалося Управлінням державної безпеки НКВС УСРР усім керівникам обласних управлінь, окружних відділів НКВС УСРР, начальникам особливих відділів військових корпусів Київського та Харківського військових округів, командирам прикордонних загонів НКВС УСРР. Отже, кожний із керівників цих підрозділів націлювався («орієнтувався») на посилені пошуки «пеовяків», а знайшовши (за відсутності таких — вигадавши) їх, мав збагатити надіслану згори схему місцевим матеріалом. Відтак упродовж 1930-х рр. у республіці сфабриковано кілька «справ» т. зв. обласних центрів «ПОВ».
«Теоретична» частина згаданого «орієнтування» як інтродукція включалася до обвинувальних висновків у «справах» абсолютної більшості осіб, арештованих за причетність до «ПОВ» 1933—35 (із незначними відмінностями), й розпочиналася так: «Органами ДПУ виявлена й ліквідована контрреволюційна організація, що звалася — Польська Військова Організація („ПОВ“), яка провадила активну шпигунську, диверсійну, терористичну й повстанську роботу, з метою повалення диктатури пролетаріату на Україні, відокремлення УСРР від Радянського Союзу й захоплення її польським імперіалізмом.
Створена 1915 Пілсудським, „ПОВ“ з 1918 р. розгортає на території УСРР, особливо на Правобережжі, широку шпигунську, повстанську й диверсійну роботу, що була складовою підготовки походу польських поміщиків та буржуазії на Україну й окупації Правобережжя 1920 р.
Задля маскування своєї роботи й створення легальної бази для своєї діяльності, „ПОВ“ широко практикує вливання своїх активних членів у лави комуністичної партії […]. Слідством також встановлено, що організація широко практикувала впровадження своїх членів до компартій Польщі й Західної України, які здійснювали в рядах цих партій провокаторську роботу, а згодом, під виглядом політемігрантів, перекидалися в СРСР — для шпигунської диверсійної роботи, поповнюючи кадри „ПОВ“ на території Радянського Союзу.
Оклигавши після ліквідації органами ЧК у 1921 р., „ПОВ“ налагоджує організаційні зв'язки, перешиковує свої лави й відновлює діяльність організації.
Слідством встановлено, що діяльність організації особливо активізується після травневого, 1926 р., „фашистського перевороту Пілсудського“. Організація розгорнула широку шпигунську, диверсійну, терористичну, шкідницьку й повстанську роботу, маючи основним своїм завданням підготовку інтервенції з боку Польщі й вибух збройного повстання в момент інтервенції.
Спираючись на польські національні й культурні установи, які слугували легальним прикриттям діяльності організації й базою концентрування її основних кадрів, „ПОВ“ розгорнула широку роботу щодо насаджування осередків організації у Києві й на периферії, особливо у прикордонній смузі. „ПОВ“ працювала під керівництвом II-го Відділу Польгенштабу, підтримуючи систематичні зв'язки з закордоном через посередництво польських дипломатичних представництв в СРСР, шляхом надсилання спеціальних кур'єрів й каналами зв'язку, які мали члени організації, що проникли до рядів партії й займали відповідальні державні посади».
Далі обвинувальний висновок містив відомості про конкретну «контрреволюційну, терористичну, шпигунську діяльність» певної особи, якій інкримінувалася приналежність до «ПОВ».

## Наростання репресій
Одним із перших (15 серпня 1933) за приналежність до «Польської організації військової» був ув'язнений активний діяч «коренізації» серед поляків України Б.Скарбек, колишній керівник Польського бюро ЦК КП(б)У, директор Інституту польської пролетарської культури при ВУАН у Києві. Нарком освіти УСРР В.Затонський повідомляв на листопадовому об'єднаному пленумі ЦК і Центральної контрольної комісії КП(б)У 1933: «В деяких інститутах, як, приміром в Інституті польської культури, залишився незаарештований лише один комуніст. Весь склад інституту від директора до судомойки був підібраний цілковито „одностайно“. Серед них дехто мав партквиток в кишені, дехто не мав, але всі вони були членами контрреволюційної організації».
Починаючи з 1933, хвилі репресій щодо польської нацменшини УСРР наростали. Наприкінці 1933 — на поч. 1934 було сфабриковано «справу» Вінницького (Подільського) обласного центру «ПОВ», за якою були засуджені 52 особи, переважно місцеві культурно-освітні працівники.
За заниженими даними ДПУ/НКВС УСРР, лише упродовж 1933 у сфабрикованій «справі» «ПОВ» (за груповими обвинуваченнями) були заарештовані 225 осіб (не рахуючи одиничних арештів), з яких 2 були страчені, 211 відправлені до таборів і на заслання, 12 тимчасово звільнені.
Арешти визначних і рядових «пеовяків», тобто відомих керівників і рядових функціонерів національно-культурної роботи серед польської людності УСРР, тривали й 1934. Так, 2 квітня 1934 за приналежність до «ПОВ» було ув'язнено і невдовзі засуджено колишнього співробітника Польського бюро ЦК КП(б)У Й.Теодора; 3 червня 1934 було страчено Б.Скарбека; 13 грудня 1934 року за ґратами опинився колишній заступник голови Центральної комісії національних меншин при ВУЦВК, «хрещений батько» Мархлевського польського національного району Я.Саулевич.
Методи «слідчої роботи», внаслідок яких було сфабриковано «справу» «ПОВ» 1933—35, викривалися в низці заяв до державних і партійних органів, які надходили з таборів від засуджених «пеовяків». Одначе більшість таких звернень залишалися без відповіді. Курс тоталітарного режиму на широкомасштабні репресії проти польського населення УСРР знайшов подальший розвиток під час «польської операції» 1937—38.
Ця хвиля репресій розповсюдилася по всіх українських землях і етнічних територіях, таких як Кубань. Там репресії за звинуваченнями у зв'язках з ПОВ, продовжувалися навіть у 1939 році.